# Wyspa skarbów (film 2002)
Wyspa skarbów (ang. Treasure Island, 2002) – amerykański film animowany, zrealizowany według powieści Roberta Louisa Stevensona o tym samym tytule. 

## Fabuła
Pewnego dnia Jim Hawkins spotkał się ze starym wilkiem morskim. Usłyszał od niego opowieść o istnieniu legendarnej Wyspy Skarbów, dziedzic Tralawney i dr. Livesey postanawiają wynająć okręt z załogą i pożeglować po majątek, sławę i przygody. Nikt nie przypuszcza, że wśród wynajętych marynarzy są dawni kompani kapitana Flinta.   

## Wersja polska
Udźwiękowienie: Kartunz

Reżyseria: Grzegorz Pawlak

Tłumaczenie: Magdalena Machcińska-Szczepaniak

Tekst: Grzegorz Pawlak

Udział wzięli:
- Masza Bauman
- Beata Olga Kowalska – Mama Jima
- Magdalena Zając – Jim Hawkins
- Janusz German
- Dariusz Majchrzak
- Artur Majewski
- Grzegorz Pawlak – Ojciec Jima
- Tomasz Piątkowski
- Mariusz Siudziński – Doktor Liyesey

Fragmenty biblii według: Brytyjskiego Zagranicznego Towarzystwa Biblijnego w Warszawie